# Wolfs komet
14P/Wolf är en periodisk komet i Jupiterfamiljen. Max Wolf upptäckte kometen 17 september 1884 i Heidelberg. Vid upptäckten av kometen var den bara några dagar från sin närmaste position relativt jorden och ett par månader från sitt perihelium. Man beräknade dess omloppsbana och den återkom som förväntat 1884. 
1905 års periheliepassage missades man fullständigt. 1922 kom kometen bara 0,125 AU från Jupiter vilket gjorde att kometens omloppsbana förändrades så att den därefter blev svårare att observera. 2005 kom kometen återigen nära Jupiter vilket gav att dess perihelium är ännu längre från Solen.